# Agent indien

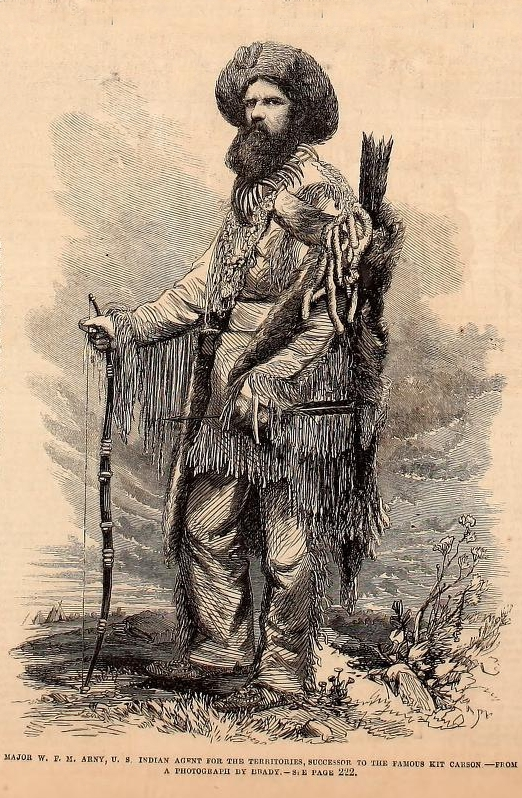
Le major Arny, Agent indien (gravure datée de 1862).

Un agent indien (appelé également agent des Indiens ou surintendant des Indiens ; en anglais : Indian Agent) est au Canada et aux États-Unis, un fonctionnaire, représentant le gouvernement de ces pays, auprès des peuples premiers et au sein des réserves indiennes.

## Canada
Durant la majorité des 19e et 20e siècle, les autochtones sont considérés au Canada comme des pupilles de l'État et sont ainsi sous la responsabilité du gouvernement fédéral, et ce, jusqu'à leur assimilation et leur émancipation. En vertu de la Loi sur les Indiens, le pouvoir décisionnel et la responsabilité des autochtones échoyaient au Surintendant général des Affaires indiennes, fonction occupée de facto par le ministre chargé des affaires liées aux autochtones. Le ministère emploie donc des agents indiens (aussi appelés surintendants) afin d'assurer la mission du Surintendant général dans toutes les régions du pays. 
Cette fonction, créée dans les années 1830, est abolie en 1960 faisant suite aux pressions grandissantes des Premières Nations qui revendiquent le droit de gérer par eux-mêmes les affaires qui les concernent, via leurs conseils de bande ou gouvernements autonomes. 

### Rôle
L'agent indien constitue ainsi le fonctionnaire du gouvernement fédéral représentant celui-ci auprès des Premières Nations du pays. Il est chargé de veiller à l'application des réglementations s'appliquant aux autochtones, notamment la Loi sur les Indiens, met en place les politiques gouvernementales et gère les affaires quotidiennes des autochtones sur les réserves. Il est également chargé de tenir informées les autorités gouvernementales des activités dans les réserves et de gérer les ressources et le budget du gouvernement alloué aux affaires autochtones afin que celui-ci réponde aux obligations qui lui reviennent en vertu des lois et traités.